# Романово (Бурятия)
Рома́ново — село в Кабанском районе Бурятии. Входит в сельское поселение «Красноярское».

## География
Расположено в 11 км к юго-востоку от центра сельского поселения, села Красный Яр, на правобережье Селенги, в 1,5 км к востоку от русла реки. В 6 км к востоку от Романово находится село Шергино, где проходит республиканская автодорога 03К-019 Турунтаево — Тресково и начинается автодорога 03К-020 Шергино — Заречье. Расстояние по автодороге до районного центра, села Кабанска, — 38 км.

## Население
| 2002 | 2010 |
| ---- | ---- |
| 180  | ↘131 |